# Сопот (община в Сърбия)
Вижте пояснителната страница за други значения на Сопот.
Община Сопот (на сръбски: Општина Сопот) е крайградска община, част от Белградски окръг, Сърбия. Заема площ от 271 км2. Административен център е гр. Сопот.

## Население
Населението на общината възлиза на 20 192 души(2002).

## Селища
- Бабе
- Губеревац
- Дърлупа
- Дучина
- Джуринци
- Мала Иванча
- Мали Пожаревац
- Неменикуче
- Парцани
- Попович
- Раля
- Рогача
- Ропочево
- Сибница
- Слатина
- Сопот
- Стойник